# 우만동
우만동(牛滿洞)은 대한민국 경기도 수원시 팔달구의 법정동이다. 팔달구 동북쪽에 있는 동이다.

## 개요
우만동이라는 이름은 옛날 이 지역에 살던, 최씨와 임씨 등이 소를 많이 먹여 키웠기 때문에, ‘소만이’,‘우만이’라 불리던 것에서 유래한 것이다. 1789년 수원부의 읍치(邑治)가 옮겨오기 전 이 지역은 수원부에 속하는 한적한 시골 마을이었다. 조선 정조 13년 1789년 9월 수원부의 읍치를 팔달산 동쪽 기슭으로 옮기고 1796년 화성 신도시를 건설한 후 팔달산 주변 지역을 남부와 북부로 나누었다. 이때 이곳은 남부에 속하였다. 1899년에 발간된 《수원군읍지》를 보면 ‘우만리(牛滿里)’라는 명칭이 보인다. 1914년 4월 1일 일제의 행정구역 통폐합 때 남부면 인계와 구천동 일부를 합하여 인계리라 하여 태장면 관할이 되었다. 1936년 10월 1일 조선총독부령 제94호에 의하여, 수원읍이 확장 될 때 수원읍으로 편입되었다. 이때 ‘우만정(牛滿町)’이란 일본식 명칭이 되었다. 해방 후인 1949년 8월 15일 수원읍이 수원부(수원시)로 승격되자 ‘우만동(牛滿洞)’이 되었다. 1963년 1월 1일 행정구역 통합에 의해 지동과 함께 지만동(池滿洞) 관할이 되었다. 이후 1990년 1월 1일 수원시 조례 제1607호에 의하여, ‘지만동’이 다시 ‘지동’과 ‘우만동’으로 분리되었다. 1992년 8월 11일에는 수원시 조례 제1816호에 의하여, 지동의 일부가 우만동으로 편입되었다. 현재 우만동은 1993년 12월 1일 수원시 조례 제1872호에 의하여, 우만 1동과 우만 2동으로 분동되어 있다.

## 법정동
- 우만동

## 교육

### 수원시팔달구사립대학교[2]
- 아주대학교

## 교통
- 경수산업도로